# Zakłady Sprzętu Motoryzacyjnego Polmo w Brodnicy
Zakłady Sprzętu Motoryzacyjnego Polmo w Brodnicy – polskie przedsiębiorstwo zajmująca się produkcją komponentów dla potrzeb przemysłu motoryzacyjnego, głównie układów wydechowych, katalizatorów spalin, filtrów powietrza i innych akcesoriów samochodowych.

## Historia
Historia przedsiębiorstwa sięga 1842 roku kiedy to w Brodnicy powstaje zakład kowalski, którego założycielami są Głogowski i syn, gdzie wytwarzano maszyny i urządzenia dla potrzeb rolnictwa.
Do 1932 roku funkcjonuje jako Fabryka Maszyn Rolniczych i Odlewnictwa Żelaza i Spiżu Glogowski i Syn.
W latach 1935–1939 firma należała do spółki akcyjnej „Unia” w Grudziądzu jako filia Pomorska Fabryka Maszyn dawn. A. Ventzki Tow. Akc. w Grudziądzu.
Po zakończeniu działań wojennych zostaje wznowiona praca w nowych warunkach ustrojowych jako Przedsiębiorstwo Przemysłu Transportowego. W 1953 r. zakład zostaje podporządkowany ministerstwu Przemysłu Drobnego i Rzemiosła jako Brodnickie Zakłady Sprzętu Okrętowego. Przedmiotem produkcji w tym czasie był osprzęt dla przemysłu okrętowego. W wyniku rozwoju motoryzacji w Polsce od 1959 r. przedsiębiorstwo pod nazwą Zakłady Sprzętu Motoryzacyjnego POLMO rozpoczyna produkcję komponentów dla przemysłu motoryzacyjnego.
W 1999 r. ZSM Polmo stały się spółką akcyjną. W 2014 roku jej większościowym udziałowcem została spółka Wasiak Beteiligungs GmbH.
Obecnie przedsiębiorstwo działa pod nazwą Wasiak S.A.